# Paradise (Bazzi)
Paradise è un singolo del cantautore statunitense Bazzi, pubblicato il 4 aprile 2019.

## Video musicale
Il videoclip, diretto da Bon Duke, è stato girato a Città del Messico e pubblicato il 4 aprile 2019, in contemporanea al singolo, sul canale YouTube di Bazzi.

## Tracce
1. Paradise – 2:49 (testo: Bazzi – musica: Bazzi, Kevin White)

## Classifiche
| Classifica (2019-20) | Posizione massima |
| -------------------- | ----------------- |
| Australia            | 37                |
| Belgio (Fiandre)     | 25                |
| Canada               | 64                |
| Irlanda              | 29                |
| Lettonia             | 17                |
| Lituania             | 14                |
| Norvegia             | 36                |
| Nuova Zelanda        | 23                |
| Regno Unito          | 64                |
| Repubblica Ceca      | 53                |
| Stati Uniti          | 91                |
| Svezia               | 60                |
| Ungheria             | 37                |